# Hilliard (Ohio)
Hilliard – miasto w Stanach Zjednoczonych, w stanie Ohio. Liczba mieszkańców w 2000 roku wynosiła 24 543.